# 国府町南岩延
国府町南岩延（こくふちょうみなみいわのぶ）は、徳島県徳島市の町名。国府地区に属している。郵便番号は779-3120。

## 地理
徳島市の北部に位置。北は不動西町・国府町北岩延、東は鮎喰川を挟んで鮎喰町二丁目、南・西は国府町和田と境を接する。鮎喰川左岸に位置し、標高は5.0～7.0m。北からJR徳島線・国道192号・旧伊予街道が東西に走り、都市化が著しい。
古代名方郡条理地割が残り、道路もこれに規定されている。江戸期以前より以西用水懸りに属する。北部は水稲作、ホウレンソウ・キャベツを中心とする蔬菜園芸が盛ん。

### 河川
- 鮎喰川

## 歴史
1967年（昭和42年）に名東郡国府町が徳島市に編入し、現在の町名となった。

## 世帯数と人口
2022年（令和4年）9月1日現在の世帯数と人口は以下の通りである。
| 町丁         | 世帯数  | 人口    |
| ------------ | ------- | ------- |
| 国府町南岩延 | 570世帯 | 1,217人 |

## 小・中学校の学区
市立小・中学校に通う場合、学区は以下の通りとなる。
| 番地 | 小学校             | 中学校             |
| ---- | ------------------ | ------------------ |
| 全域 | 徳島市立国府小学校 | 徳島市立国府中学校 |

なお、徳島県道30号徳島鴨島線より北側は、徳島市立南井上小学校の選択も可能である。

## 交通

### 道路
一般国道
- 国道192号

都道府県道
- 徳島県道30号徳島鴨島線
- 徳島県道207号鬼籠野国府線

## 施設
- チューオースーパー